# Far Cry Instincts
Far Cry Instincts je videohra z pohledu první osoby (FPS) vytvořená a vydaná studiem Ubisoft pro Xbox. Jako remake originální verze hry Far Cry pro Microsoft Windows jsou Instincts více lineární a méně otevřené, a to z důvodu menšího výkonu konzole, který nedovoluje plné načítání rozlehlých a prázdných ostrovů. Do Instincts byly ale přidány nové herní módy, zbraně a "schopnosti predátora". Plánovalo se také vydání pro PlayStation 2, ale bylo zrušeno.
Verze pro herní automat vytvořená studiem Global VR byla vydána v roce 2007 pod jménem Paradise Lost.

## Příběh
Hra následuje příběh muže jménem Jack Carver. Carver je bývalý člen Námořnictva USA, který byl propuštěn za provedení několika nelegálních akcí. Založí proto obchod na Manhattanu a začne obchodovat s nelegálními zbraněmi. Vše ale skončí, když jeden z newyorských gangů zabije člena místní mafie pomocí zbraně koupené právě od Carvera. Na Carvera je proto vypsána velká odměna, on musí utéci ze Spojených států a nakonec se usadí v Mikronésii.
Carver koupí použitou loď z vládní dražby a tráví čas převážením turistů a s potápěčskými kluby v okolí. Po nějaké době se objeví žena jménem Valerie Cortezová, která nabídne velkou částku, pokud ji Jack vezme na vzdálené souostroví známé jako „Jacutan“. Carver přijímá, i když s opatrností.
Po příjezdu na Jacutan si Cortezová vypůjčuje od Jacka vodní skútr. Jack se proto rozhodne si zdřímnout, dokud se nevrátí. Když se vzbudí, je překvapen, když uvidí vrtulníky létající kolem jeho lodi. Vrtulníky začnou střílet, ničí jeho loď a nutí ho, aby se ukryl v nedaleké zničené japonské letadlové lodi.
V tomto okamžiku hráč přebírá kontrolu nad postavou. Po krátké úvodní úrovni hráč získá headset a je řízen tajemným hlasem, který si říká Doyle. Jak se ukazuje, Cortezová je agentkou CIA a přišla Doyla zachránit. Doyle byl na misi, aby odhalil plány šíleného vědce jménem Dr. Krieger. Krieger se spolu se svou pravou rukou, bývalým důstojníkem plukovníkem Richardem Crowem, pokoušeli vyvinout sérum, které by posílilo fyzické schopnosti člověka a „uvolnilo“ skryté zvířecí rysy.

## Nové herní možnosti
Důležitým prvkem, který se nenacházel v původní hře, jsou již zmíněné „schopnosti predátora“. Dalším novým prvkem je systém vytváření pastí, díky kterému může hráč vytvořit past pomocí větve osázené ostny, která je skryta v listí. Nic netušící NPC je poté zabito švihnutím větve a propíchnutím ostny. K dispozici jsou také protipěchotní miny Claymore, které se mohou pro jejich devastující účinky aktivovat mezi nepřátelskými liniemi. Ve hře se také nachází level editor, díky kterému si může hráč vytvořit vlastní mapu a sdílet ji s přáteli.

## Pokračování

### Evolution
Pokračování Far Cry Instincts, sdílející stejný název s výjimkou přidání titulku Evolution, bylo pro Xbox vydáno 28. března 2006. Evolution obsahuje novou single-player kampaň, i když je podstatně kratší než ta, která je obsažená v původním Far Cry Instincts. Děj začíná chvíli po konci Instincts. Jack je najat ženou jménem Kade pro obchod se zbraněmi mezi piráty a vládou v Mikronésii.

### Predator
Far Cry Instincts: Predator, další hra Xbox 360, byla vydána ve stejný den jako Evolution. Obsahuje graficky vylepšené verze Far Cry Instincts i Evolution. Měla v sobě editor map, ve kterém si hráč může sám mapy vytvořit. Postavy v online verzi hry jsou základními klony Jacka Carvera, ale hráč si je může upravit, nicméně postava má na paži, kterou střílí, nadále tetování „Karma“.